# Sebastian Prödl
Sebastian Prödl (* 21. června 1987 Štýrský Hradec) je bývalý rakouský profesionální fotbalista, který hrával na pozici středního obránce. Svoji hráčskou kariéru ukončil v roce 2022; naposledy hrál v italském klubu Udinese Calcio. Mezi lety 2007 a 2018 odehrál také 73 utkání v dresu rakouské reprezentace, ve kterých vstřelil 4 branky. Mimo Rakousko působil v Německu, Anglii a Itálii.

## Klubová kariéra
V Rakousku debutoval v profesionální kopané v roce 2006 v klubu SK Sturm Graz. V létě 2008 odešel do německého bundesligového týmu Werder Brémy. Vyhrál zde v sezóně 2008/09 DFB-Pokal. V červnu 2015 se dohodl na pětileté smlouvě s anglickým klubem Watford FC, nováčkem anglické Premier League v sezóně 2015/16.

## Reprezentační kariéra
Působil v některých mládežnických reprezentacích Rakouska (U19, U20).
V A-mužstvu Rakouska debutoval 30. května 2007 v přátelském utkání ve Vídni proti týmu Skotska (prohra 0:1).
Zúčastnil se EURA 2008, které se konalo v Rakousku a Švýcarsku.